# منتخب روسيا لكرة السلة 3x3
منتخب روسيا لكرة السلة 3x3 هُو مُنتخب روسيا الوطني في رياضة كرة السلة 3×3. حاز المُنتخب على الميدالية الفضية خلال مُشاركته في دورة الألعاب الأولمبية الصيفية 2020 في طوكيو.

## الألعاب الأولمبية
| السنة      | المركز           | المُباريات الملعوبة | فوز | خسارة |
| ---------- | ---------------- | ------------------ | --- | ----- |
| طوكيو 2020 | الميدالية الفضية | 10                 | 5   | 5     |
| المجموع    | 1/1              | 10                 | 5   | 5     |

## وصلات خارجية
- الموقع الرسمي لاتحاد كرة السلة الروسي